# Luz de América
Luz de América es una parroquia rural de la provincia de Santo Domingo de los Tsáchilas ubicado al centro norte del país, tiene aproximadamente 11.504 habitantes. Tiene una altura de 327msnm y una temperatura promedio de 23 a 26 °C.

## Toponimia
Los trabajadores en un gran porcentaje eran de origen manabita, entonces se pensó en llamar a este lugar Nueva Bahía. Pero la capital de la república (Quito) es conocida como Luz de América por lo que el profesor Jorge Bolaños Sánchez da la idea de ponerle ese nombre en su honor.

## Historia
Se origina alrededor del año 1961, luego de una rebelión que se da el 10 de agosto de ese mismo año, que estaba organizada por los trabajadores de tierras que en aquella época era conocida como la Hacienda Perdomo. En el año 1961, por la idea formada del Sr. Luis Segura. El 26 de enero de 1963, se edifica un galpón de caña guadúa para que se ponga en funcionamiento a la Escuela Fiscal Mixta 13 de Abril, cuyo primer Profesor fue el Sr. Jorge Bolaños Sánchez. se da por creado el primer comité "Pro-Mejoras", presidido por el Sr. Flavio Zavala Posligua, quien emprende las arduas labores de obras para beneficiar a la comunidad, como la edificación del Destacamento Policial, y con la ayuda del Comité de Padres de Familia, presidido por el Sr. Homero Segovia, y del Profesor Jorge Bolaños, se realizaron los trámites ante el Consejo Provincial de Pichincha para que se edifique la Escuela Fiscal Mixta “13 de Abril”, lo cual se logra realizar en 1964. Luz de América fue nombrada oficialmente el 2 de diciembre de 1993 Parroquia del cantón Santo Domingo, Provincia de Santo Domingo de los Tsachilas. Conforme el tiempo ha transcurrido se ha convertido en la puerta de entrada a Santo Domingo.

## Recintos
| - San Andrés - 19 de noviembre - Cóngoma de Chico - Cóngoma de Medio - Cóngoma de Grande | - San Francisco - Policía Dos - San Isidro - Policía Uno - 30 de Noviembre | - Mirador del Baba - San Vicente del Nila - Carlos Julio Arosemena - Las Mercedes |